# Jimmy Kimmel
James Christian Kimmel, közismert nevén Jimmy Kimmel (New York, 1967. november 13.–) háromszoros Primetime Emmy-díjas amerikai televíziós műsorvezető, színész, komikus, író és producer. A Jimmy Kimmel Live! éjszakai talk show házigazdája és producere az ABC csatornán 2003 óta. 2012-ben és 2016-ban a Primetime Emmy-díjkiosztó házigazdája volt, 2017-ben, 2018-ban és 2024-ben pedig az Oscar-gáláé.

## Élete
Brooklynban született, és Mill Basin-ben nőtt fel. 
Joan és James John Kimmel három gyermeke közül ő a legidősebb.
Katolikus hitben nevelkedett. Anyja olasz származású. Családja generációk óta a német Kümmel vezetéknevet viselik.
Mikor Kimmel kilenc éves volt, családja Las Vegasba költözött. Az Ed W. Clark High School tanulójaként érettségizett, majd a Nevadai Egyetemen tanult egy évig. Ezután az Arizonai Állami Egyetemen folytatta tanulmányait. 2020-ban a Finding Your Roots című tévéműsorban kiderült, hogy Jimmy Kimmel és Martha Stewart unokatestvérek. 

## Pályafutása
Legnagyobb hatással David Letterman és Howard Stern[forrás?] volt rá.

## Filmográfia

### Film
| Év   | Magyar cím                            | Eredeti cím                            | Szerep                          | Megjegyzés         |
| ---- | ------------------------------------- | -------------------------------------- | ------------------------------- | ------------------ |
| 2000 | Rád vagyok kattanva                   | Down to You                            | Önmaga                          |                    |
| 2000 | Cool túra                             | Road Trip                              | Corky (hangja)                  |                    |
| 2003 |                                       | Windy City Heat                        | Önmaga                          | író, producer is   |
| 2004 | Garfield                              | Garfield: The Movie                    | Spanky (hangja)                 | névtelen a filmben |
| 2005 |                                       | The Aristocrats                        | Önmaga                          | cameoszerep        |
| 2008 | Hellboy II. – Az aranyhadsereg        | Hellboy II: The Golden Army            | Önmaga                          | cameoszerep        |
| 2012 | Project X – A buli elszabadul         | Project X                              | Önmaga                          | cameoszerep        |
| 2013 | Hupikék törpikék 2.                   | The Smurfs 2                           | Passzív-agresszív törp (hangja) |                    |
| 2015 | Tökéletes hang 2.                     | Pitch Perfect 2                        | Önmaga                          | cameoszerep        |
| 2015 | Ted 2.                                | Ted 2                                  | Önmaga                          | cameoszerep        |
| 2015 |                                       | Miss Famous                            | Mr. Chipmunk                    | rövidfilm          |
| 2017 | Bébi úr                               | The Boss Baby                          | Ted Templeton (hangja)          |                    |
| 2017 | Sandy Wexler                          | Sandy Wexler                           | Önmaga                          | cameoszerep        |
| 2017 |                                       | The Heyday of the Insensitive Bastards | férfi a parkban                 |                    |
| 2017 | Brad helyzete                         | Brad's Status                          | Önmaga                          | cameoszerep        |
| 2018 | Tini titánok, harcra fel! – A moziban | Teen Titans Go! To the Movies          | Batman (hangja)                 |                    |
| 2019 | Apák                                  | Dads                                   | Önmaga                          | dokumentumfilm     |
| 2021 | Bébi úr: Családi ügy                  | The Boss Baby: Family Business         | Ted Templeton (hangja)          | poszt-produkció    |
| 2021 | A Mancs őrjárat: A film               | PAW Patrol: The Movie                  | Marty Muckraker (hangja)        | poszt-produkció    |

### Televízió
Vezető producerként
| Év   | Cím                             | Megjegyzés        |
| ---- | ------------------------------- | ----------------- |
| 2003 | Gerhard Reinke's Wanderlust     | hat epizód        |
| 2005 | The Adam Carolla Project        | tizenhárom epizód |
| 2011 | Sports Show with Norm Macdonald | kilenc epizód     |
| 2017 | Big Fan                         | négy epizód       |

### Videójáték
| Év   | Cím                        | Szinkronszerep | Megjegyzés                       |
| ---- | -------------------------- | -------------- | -------------------------------- |
| 2012 | Call of Duty: Black Ops II | Önmaga         | saját talk show-jában jelent meg |